# Jonathan Wisniewski
Pour les articles homonymes, voir Wisniewski.

a Compétitions nationales et continentales officielles uniquement.

Dernière mise à jour le 7 juin 2021.
Jonathan Wisniewski, né le 16 juillet 1985 à Albi (Tarn), est un joueur de rugby à XV français évoluant au poste de demi d'ouverture. Formé au Castres olympique et au Stade toulousain, il a ensuite principalement joué au Racing Métro 92, au FC Grenoble et au Lyon OU.
Il peut également évoluer au poste d'arrière. Bien qu'ayant été à plusieurs reprises aux portes de l'équipe de France, il n'a aucune sélection à son actif.

## Carrière sportive

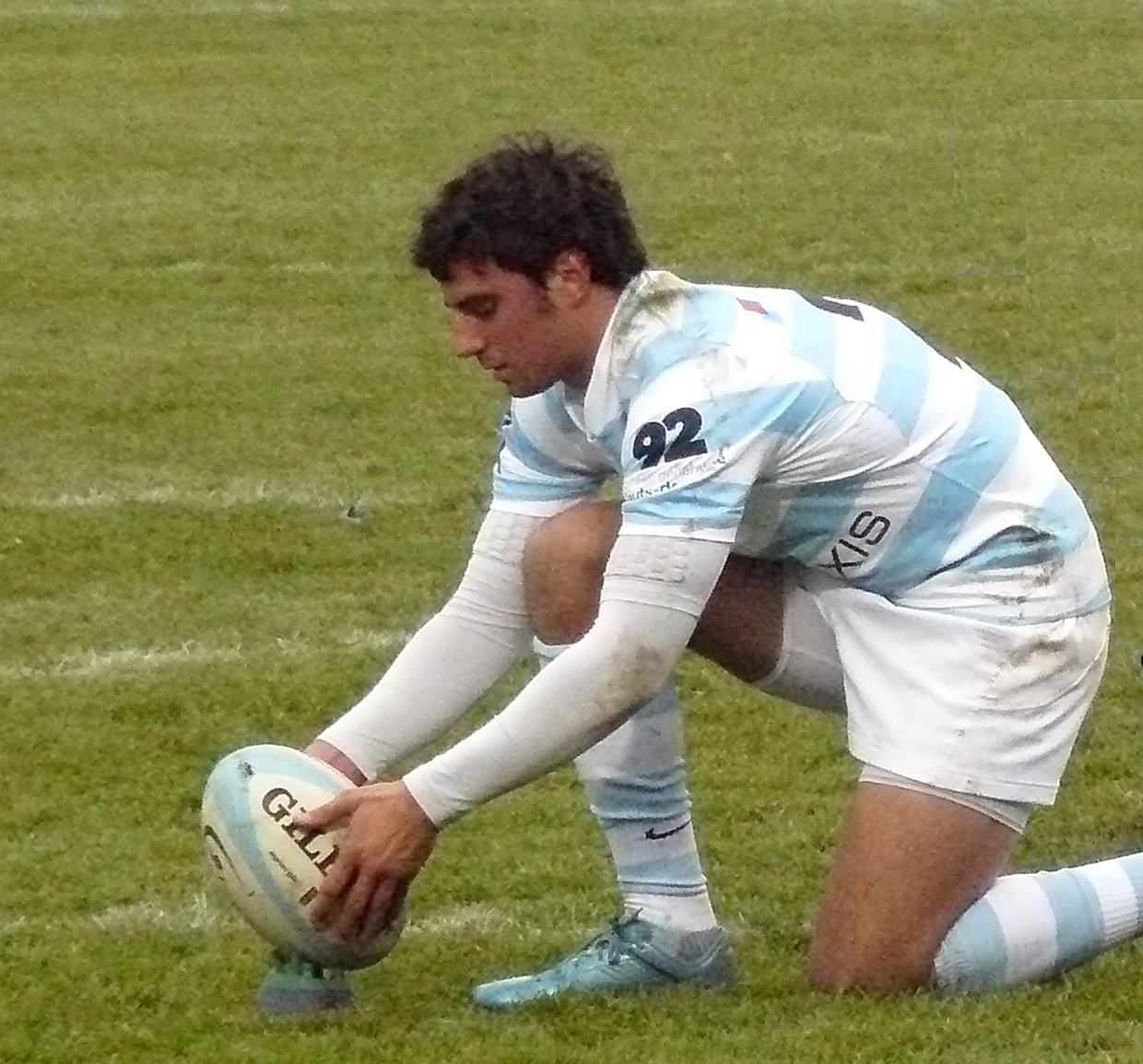
Jonathan Wisniewski avec le Racing Métro 92 en 2010.

D'origine polonaise, il est le petit-neveu de Maryan Wisniewski, ancien international de football français.

### En club
Il rejoint le Racing Métro 92 à l’été 2007. Il inscrit 193 points en 20 titularisations lors de sa première saison. L'année suivante, il participera à 18 matchs, marquant 185 points. En 2011, il devient le meilleur réalisateur du Top 14 avec 336 points marqués.
En 2014, il quitte le Racing Métro 92 pour rejoindre le FC Grenoble. L'année suivante, il réédite la performance d'être le meilleur réalisateur du Top 14 avec un total de 339 points marqués. À partir de la saison 2016-2017, il est nommé capitaine de l'équipe iséroise.
En juin 2017, il quitte le FC Grenoble, relégué en Pro D2, et signe un contrat de trois ans avec le RC Toulon.
Il n'ira pas au bout de son contrat avec Toulon et signe au Lyon OU pour la saison 2018-2019.
Le 7 février 2021, Wisniewski annonce, après 17 saisons professionnelles et près de 3 000 points inscrits en carrière, qu'il prend sa retraite sportive à l'issue de la saison 2020-2021.

### En équipe nationale
En 2010, Jonathan Wisniewski est appelé en équipe de France pour les test-matches de novembre (Fidji, Argentine, Australie) après le forfait de François Trinh-Duc mais il déclare forfait à son tour. Il n'est plus appelé par la suite, et il ne compte ainsi aucun match international à son actif.
En novembre 2014, il est sélectionné dans l'équipe des Barbarians français pour affronter la Namibie au Stade Mayol. Les Baa-Baas s'imposent 35 à 14.
D'origine italienne, il est courtisé par Nick Mallett, qui lui propose de devenir le demi d'ouverture de la sélection nationale. Il a néanmoins toujours refusé la sélection, préférant se concentrer sur l'équipe de France,.

## Palmarès

### En club
- 2003 : Champion de France junior Crabos avec le Stade toulousain
- 2009 : Champion de France de Pro D2 avec le Racing Métro 92
- 2011 : Meilleur réalisateur du Top 14 (336 pts) avec le Racing Métro 92
- 2015 : Meilleur réalisateur du Top 14 (339 pts) avec le FC Grenoble

### En équipe nationale
- Jonathan Wisniewski a connu 2 sélections en équipe de France des -21 ans en 2005-2006 (Italie, Pays de Galles).